# André Gürtler
André Gürtler-Wehrli (* 5. September 1936 in Basel; † 3. Februar 2021 in Therwil) war ein Schweizer Typograf, Schriftgestalter und Lehrer.

## Leben und Werk
In den Jahren 1952 bis 1956 absolvierte André Gürtler die Ausbildung als Schriftsetzer, anschliessend liess er sich an der Kunstgewerbeschule Basel zum Typografischen Gestalter ausbilden, wo er unter anderem mit Emil Ruder in Kontakt kam. Später arbeitete er erst in England für die Monotype Corporation in Salfords, dann von 1959 bis 1965 mit Adrian Frutiger in Paris. 1965 kehrte er in die Schweiz zurück, wo er 1965 bis 2000 an der Schule für Gestaltung Basel Schriftgestaltung lehrte. Dazu war André Gürtler Gastdozent an diversen Schulen und Universitäten in Europa, den USA und Mexiko. In Mexiko führte er jährlich längere Sommerkurse durch und studierte die lokale Schrift- und Sprachgeschichte. 1972 gründete er innerhalb der ATypI das Komitee für Forschung und Ausbildung. Er verfasste zahlreiche Artikel zu den Themen Typografie und Schriftgeschichte für Publikationen in diversen Fachzeitschriften wie Visible Language, tipografica und Typografische Monatsblätter, bei der er auch in der Redaktion tätig war. Seine Faszination für die Geschichte der Schrift brachte ihn um die ganze Welt. Seine eigene Geschichte der Schrift publizierte er in den Typografischen Monatsblättern als Artikelserie und vermittelte den Inhalt in zahlreichen Vorträgen. Die Dias dieser Vorträge sind nun in St. Gallen im Zentrum für das Buch archiviert.
Zu seiner Arbeit als Schriftgestalter gehören Schriften wie Basilia (1978), Signa (1978), Concorde (1959 mit Adrian Frutiger) oder Haas Unica (1980 mit Erich Gschwind und Christian Mengelt).
Zusammen mit Erich Gschwind und Christian Mengelt gründeten sie 1977 das Team '77 und entwickelten Schriften für unter anderem Bobst Graphic (Lausanne) und Haas’sche Schriftgiesserei in Münchenstein. Das Team '77 wurde 2015 mit dem Schweizer Grand Prix Design ausgezeichnet.

### Werke (Auswahl)
In Zusammenarbeit mit Christian Mengelt:
- 1972, Univers Compugraphic, Compugraphic Inc., USA;
- 1974, Cyrillic Gothic, Compugraphic Inc., USA.

Im Team ’77 (André Gürtler, Christian Mengelt, Erich Gschwind):
- 1976, Media, Bobst Graphic Lausanne/Autologic USA;
- 1977, Avant Garde Gothic Oblique, International Typeface Corporation, USA;
- 1978, Signa, Bobst Graphic Lausanne/Autologic USA;
- 1980, Haas Unica, Haas’sche Schriftgiesserei/Linotype/Autologic/Lineto.com.